# Чемпионат Европы по борьбе 1999
В 1999 году чемпионат Европы по греко-римской борьбе проходил 13-16 мая в Софии (Болгария), по вольной борьбе среди мужчин — 15-18 апреля в Минске (Белоруссия), по вольной борьбе среди женщин — с 24 апреля по 1 мая в Гётцисе (Австрия).

## Медалисты

### Греко-римская борьба (мужчины)
| Категория | Золото              | Серебро               | Бронза              |
| --------- | ------------------- | --------------------- | ------------------- |
| до 54 кг  | Самвел Даниелян     | Дариуш Яблонский      | Натик Эйвазов       |
| до 58 кг  | Армен Назарян       | Валерий Никоноров     | Карен Мнацаканян    |
| до 63 кг  | Влодзимеж Завадский | Акакий Чачуа          | Шереф Эроглу        |
| до 69 кг  | Алексей Глушков     | Рышард Вольны         | Бисер Георгиев      |
| до 76 кг  | Стоян Добрев        | Тамаш Берзица         | Димитриос Аврамис   |
| до 85 кг  | Хамза Ерликая       | Мартин Лидберг        | Александр Меньщиков |
| до 97 кг  | Микаэль Юнгберг     | Али Моллов            | Петру Судуряк       |
| до 130 кг | Александр Карелин   | Анастасиас Софианидис | Джузеппе Джунта     |

### Вольная борьба (мужчины)
| Категория | Золото                    | Серебро             | Бронза             |
| --------- | ------------------------- | ------------------- | ------------------ |
| до 54 кг  | Александр Захарук         | Иван Цонов          | Леонид Чучунов     |
| до 58 кг  | Харун Доган               | Микеле Луицци       | Отар Тушишвили     |
| до 63 кг  | Эльбрус Тедеев            | Серафим Бырзаков    | Мурад Умаханов     |
| до 69 кг  | Заза Зозиров              | Велихан Алахвердиев | Эмзар Бединеишвили |
| до 76 кг  | Адам Сайтиев              | Алик Музаев         | Александр Лайпольд |
| до 85 кг  | Магомед Ибрагимов         | Игорь Самушонок     | Шамиль Исаев       |
| до 97 кг  | Курамагомед Курамагомедов | Вадим Тасоев        | Эльдар Куртанидзе  |
| до 130 кг | Андрей Шумилин            | Айдын Полатчи       | Свен Тиле          |

### Вольная борьба (женщины)
| Категория | Золото              | Серебро                 | Бронза              |
| --------- | ------------------- | ----------------------- | ------------------- |
| до 46 кг  | Инга Карамчакова    | Юлия Войтова            | Фара Туши           |
| до 51 кг  | Марта Войтановска   | Елена Егошина           | Таня Заутер         |
| до 56 кг  | Анна Гомис          | Сара Эрикссон           | Татьяна Лазарева    |
| до 62 кг  | Никола Хартман      | Малгожата Басса-Рогуска | Дилетта Джампикколо |
| до 68 кг  | Лиз Легран          | Эвелина Прушко          | Анита Шецле         |
| до 75 кг  | Татьяна Комарницкая | Эльвира Баррига         | Эльмира Курбанова   |